# Genussa cercata
Genussa cercata är en fjärilsart som beskrevs av Paul Dognin 1893. Genussa cercata ingår i släktet Genussa och familjen mätare. Inga underarter finns listade i Catalogue of Life.